# Oleksandr Zinchenko (político)
Oleksandr Oleksiovich Zinchenko (Slavuta, 16 de abril de 1957 – Kiev, 9 de junho de 2010) foi um político ucraniano que trabalhou como diretor-geral da Agência Espacial do Estado da Ucrânia entre 2009 e 2010.